# Sozialistische Partei der USA
Die Sozialistische Partei der USA (SPUSA, englisch Socialist Party USA) ist einer der Erben der Sozialistischen Partei Amerikas von Eugene Debs und Norman Thomas. Sie ist eine demokratisch-sozialistische Partei, die eine breitangelegte demokratische soziale Revolution befürwortet. Ihre Jugendorganisation ist die Young People’s Socialist League.

## Geschichte
Die Partei wurde 1973 gegründet, nachdem die Sozialistische Partei Amerikas von Anhängern Max Shachtmans übernommen und in Social Democrats USA (SDUSA) umbenannt worden war. Eine eigenständige Gruppe, das Democratic Socialist Organizing Committee (später Democratic Socialists of America (DSA)), spaltete sich ebenfalls 1973 ab und ist ebenfalls aktiv in der Politik. Alle drei Organisationen nehmen für sich in Anspruch, die wahren Erben von Eugene Debs und Norman Thomas zu sein. Die DSA und SDUSA sind mit der Sozialistischen Internationale verbunden.
1980 war es die SPUSA, die als erste amerikanische Partei überhaupt einen bekennenden Homosexuellen zum Präsidentschaftskandidaten ernannte. Es handelte sich um den Antikriegs-Aktivisten David McReynolds. Im Jahr 2000 trat er ein zweites Mal für das Amt des Präsidenten an. In den letzten Jahren stieg die Anzahl der Mitglieder der SPUSA von 600 auf nahezu 1500 an. In einer Reihe von Wahlen haben die Sozialisten für eine Überraschung gesorgt. Der bekannteste Fall ereignete sich 2000 in Milwaukee, wo der Sozialist Wendell Harris bei der Wahl zum Bürgermeister nahezu 20 % der Stimmen erhielt, auf kommunaler Ebene war die Partei u. a. zeitweise im Stadtrat von Iowa City vertreten.

## Programmatik
Die SPUSA beschreibt sich selbst als die einzige eindeutige demokratisch-sozialistische Partei in den Vereinigten Staaten. Sie ist gleichermaßen gegen einen Realsozialismus nach sowjetischem Vorbild und gegen den Kapitalismus und bezeichnet die Staaten des Ostblocks als nicht-sozialistisch.
Die Partei lehnt die Anwendung des demokratischen Zentralismus ab, was bedeutet, dass ihre Mitglieder die Freiheit besitzen, sich öffentlich gegen die Parteipolitik zu stellen. Die Mitgliedschaft in der Partei basiert auf Gebühren, welche von Bewerbern gezahlt werden, die sich mit der Prinzipienordnung der Partei einverstanden erklären. Die Partei betrachtet sich selbst als demokratisch-sozialistisch, obwohl es verschiedene Ansichten unter den Mitgliedern gibt, wie der Sozialismus herbeigeführt werden kann.
Einige Mitglieder der SPUSA vertreten einen entwicklungstheoretischen Ansatz des Sozialismus, indem sie eine Periode des sozialdemokratischen Übergangs begrüßen. Sie führen die sozialdemokratischen Systeme von Nationen wie Schweden an. Andere wiederum betrachten die schwedische Sozialdemokratie als in hohem Maße kapitalistisch, weshalb sie eine radikalere und revolutionäre Umwandlung der Gesellschaft vom Kapitalismus zum Sozialismus bevorzugen.
Die Partei betreibt einen „sozialistischen Feminismus“, arrangiert zahlreiche Pro-Choice-Aktivitäten und steht für Geschlechtergleichheit unter ihren Funktionären ein. Die Parteiprogrammatik betrachtet Abtreibung als ein individuelles Recht der Frau auf Gesundheit. Es gibt in der Partei eine aktive Frauenkommission, die ein vierteljährlich erscheinendes Informationsblatt, Socialist Women, herausgibt.
Die SPUSA setzt den Fokus bei der nationalen Politik. Dies schließt Kampagnen zur Abschaffung des militärisch-industriellen Komplexes und die Durchsetzung von Bürgerrechten mit ein.

## Präsidentschaftskandidaten

### 20. Jahrhundert
- 1976: Frank P. Zeidler (6.038 Stimmen)
- 1980: David McReynolds (6.968 Stimmen)
- 1988: Willa Kenoyer (3.882 Stimmen)
- 1992: J. Quinn Brisben (3.057 Stimmen)
- 1996: Mary Cal Hollis (4.764 Stimmen)

### 21. Jahrhundert
- 2000: David McReynolds (7.746 Stimmen)
- 2004: Walter F. Brown (10.834 Stimmen)
- 2008: Brian Moore (6.581 Stimmen)
- 2012: Stewart Alexander (4.430 Stimmen)
- 2016: Mimi Soltysik (4.061 Stimmen)
- 2020: Howard Hawkins (zusammen mit der Green Party (USA))[1]